# بليزكاستل
بليزكاستل (بالألمانية: Blieskastel) هي مدينة و بلدة ألمانية تقع في ألمانيا في سارلاند.  يقدر عدد سكانها بـ 22,898 نسمة .

## المدن التوأمة
مدينة كاستيلاباتي هي مدينة توأمة لـبليزكاستل.

## أعلام
- مارك زيغلر
- جوزيف وندل